# Gustave Sandras
Silvaine Gustave (Gustave) Sandras (Croix, 24 februari 1872 - Flers-lez-Lille, 21 juni 1951) was een Frans turner.
Sandras won in eigen land tijdens de Olympische Zomerspelen 1900 de gouden medaille in de meerkamp. De meerkamp was in 1900 het enige turnonderdeel.

## Olympische Zomerspelen
| Jaar | Plaats | Resultaten |
| ---- | ------ | ---------- |
| 1900 | Parijs | meerkamp   |